# グランドソナタ
『グランドソナタ 四つの時代』（Grande sonate Les quatre Âges）作品33は、シャルル＝ヴァランタン・アルカンによって1847年に作曲された、全4楽章からなるピアノソナタである。ただし、ソナタといっても、従来のソナタ形式からはかなり逸脱している。
父のアルカン・モランジュに献呈された。しかし、出版後一度も演奏された記録はなく、世界初演は1973年8月10日にロナルド・スミスがヨーク大学で行ったものとされる。

## 概要
このソナタは、1～4楽章を20代から50代の各時期を表現している。2楽章から4楽章にかけては、標題もつけられている。
録音はマルク＝アンドレ・アムラン、中村攝、ロナルド・スミス、アラン・ワイス、ピエール・レアクらによる全楽章以外には、レイモンド・レーヴェンタールの第2楽章やフランチェスコ・リベッタの第1楽章(CDではないが、DVDとして音源がある)がある。

## 曲の構成

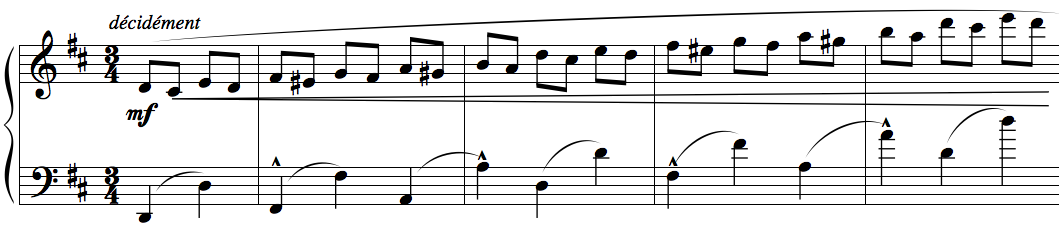
第1楽章冒頭

第1楽章 20代 Scherzo; «20 ans.» Très vite
ロ短調。ソナタ形式にはなっておらず、三部形式のスケルツォから始まる。冒頭は2拍子のように聞こえるが、左手のアクセントは1拍目につけられていて、実際は4分の3拍子であり、その後ロ長調へと移調され、中間部が演奏された後、また冒頭のメロディーが現れてくる。その後は、転調が繰り返され、最後はロ長調で完結する。

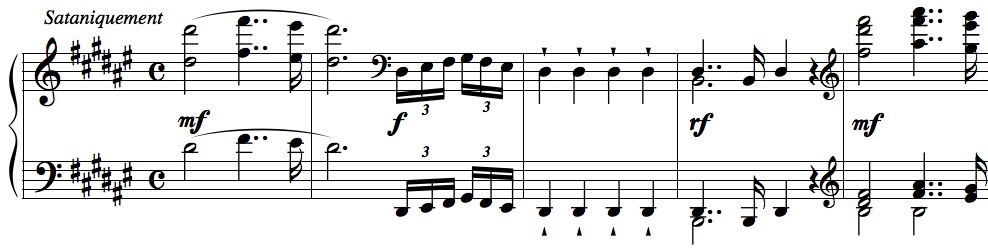
第2楽章冒頭

第2楽章 30代「ファウストのように」«30 ans. Quasi-Faust» Assez vite
嬰ニ短調、拡大されたソナタ形式。第1楽章の最後の音形が受け継がれて、第1主題を形成する。第2主題は、厚みのある和音の連打によるメロディーから始まって形成されている。調性は、嬰ニ短調から始まり嬰ヘ長調で終わる。そして、この楽章は8声のフガート、跳躍などといった相当高度な技巧がちりばめられている上、複雑な転調を示すトリプルシャープ（ダブルシャープの横にさらにシャープが付く）など譜読みが困難な部分が多く、4楽章の中でも特に演奏は困難である。

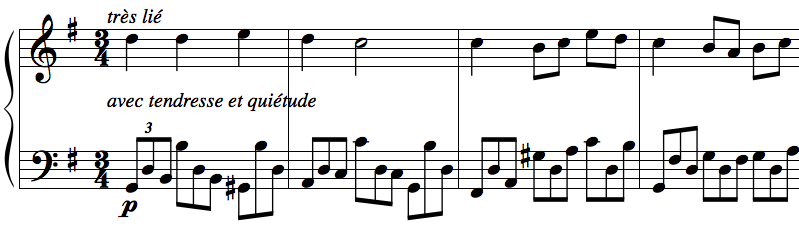
第3楽章冒頭

第3楽章 40代「幸せな家族」«40 ans. Un heureux ménage» Lentement
ト長調。第2楽章とは打って変わって落ち着いた曲想となる。平安な生活が描かれた後、中間部の「子供たち」、「10時」（アルカンがいつも帰宅する時間だった）→「祈り」へと続き、作曲者の信仰心が描かれる。

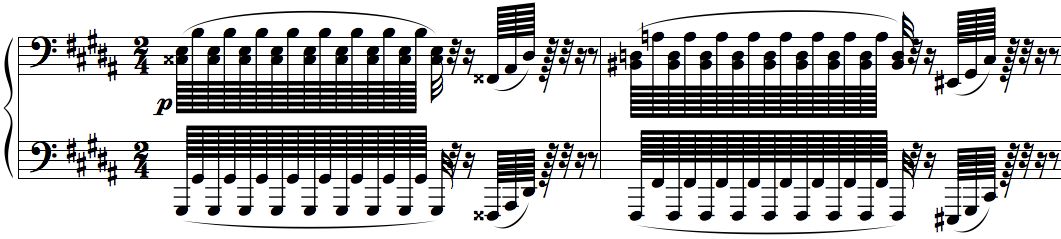
第4楽章冒頭

第4楽章 50代「縛られたプロメテウス」 «50 ans. Prométhée enchaîné» Extrêmement lent
嬰ト短調。この楽章では、タイトルに加えてアイスキュロスの『縛られたプロメテウス』からの詩行の引用までが付されている。第2楽章のファウスト主題が引用された後、曲は暗転して終結する。